# Varietas

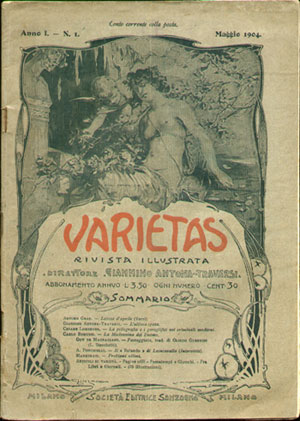
Il primo numero della rivista datato 1º maggio 1904.

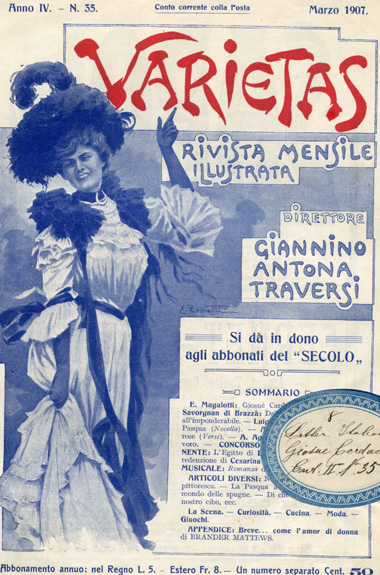
Copertina del numero 35 del 1907 (anno IV) di Varietas

Varietas è stata una rivista illustrata nata a Milano nel 1904. Pubblicata a cadenza mensile, i dodici numeri annuali erano, per l'epoca, ricchi di fotografie e illustrazioni. La copertina era a colori con disegni artistici tipici del periodo. Ogni numero aveva una foliazione di circa 80-90 pagine.
Nel 1904, anno della sua nascita sotto la direzione di Giannino Antona-Traversi, la rivista fu intitolata "Varietas. Casa e famiglia", nel 1913 la direzione passò a Pasquale De Luca.

Nel 1928 le pubblicazioni furono sospese, per riprendere nel 1931. La rivista chiuse nel 1940. 
«Varietas» ebbe tra i suoi collaboratori: Carlo Linzaghi, Alberto Martini, Luigi Dal Monte, Basilio Cascella e Francesco Galante.
 
Fra gli illustratori si annoverano: Aldo De Luca (con lo pseudonimo di Aldo Bruno "A.B."), Piero Mazzuccato, George Guillermaz, Luciano Ramo, Enrico Prampolini, Armando Curcio, Carlo Bisi, Carlo D'Aloisio, Enrico Gianeri (Gec) e Rodolfo Paoletti.